# BMW E9
O BMW E9 é uma linha de cupês produzidos pela montadora alemã BMW de 1968 a 1975. Inicialmente lançado como o modelo 2800 CS, o E9 foi baseado nos cupês de quatro cilindros BMW 2000 C / 2000 CS, que foram ampliados para se adaptarem ao motor de seis cilindros BMW M30. A carroceria do E9 foi construída pela Karmann.
Como um carro de corrida, o E9 foi muito bem-sucedido no Campeonato Europeu de Carros de Turismo e no Deutsche Rennsport Meisterschaft, especialmente o modelo de homologação 3.0 CSL.
A linha E9 foi substituída pelo Série 6 E24.